# Kósa Bálint
Kósa Bálint (Olasztelek, 1932. február 14.–) metszőművész.

## Élete
Kósa Bálint metszőművész Olaszteleken született 1932. február 14-én. Elődei mindkét ágon erdővidékiek voltak, apja a nagybaconi Kósa család, anyja az olaszteleki Kolumbán család sarja volt. Már hároméves korától, ha kezébe került a ceruza vagy a tinta, telerajzolta a szoba falát és padlóját, ezért szülei rajzfüzetet és ceruzákat vásároltak, amik igen hamar beteltek háziállataik képmásával, a rét virágaival és bogaraival.
Négyéves korában Köpecre költöztek. Óvodába csak három hónapot járt: az óvónő román papnak volt a felesége, aki ok nélkül nagyon megverte, attól kezdve hiába vitték óvodába, mindig megszökött.
Az első elemi osztályt 1939-ben kezdte a köpeci református felekezeti iskolában. Harmadik osztályos volt amikor Nagy István igazgató kántortanító a vakációra a „Honvéd karácsony a fronton” című rajzfeladatot adta, a húsvéti vakációra pedig a „Honvéd ejtőernyősök”-et kellett papírra vetnie. Nagy István a rajzok láttán a magyar nemzet gyöngyszemének nevezte az akkor még csak tízéves Kósa Bálintot.
A természet mellett már ifjú korában nagyon megszerette a magyar történelmet, így elkezdett, előbb agyagból, majd jól faragható palából (szürke márga), szobrokat és domborműveket készíteni, amelyek a magyar történelem olyan nagyjait ábrázolták, mint Zrínyi Miklós, II. Rákóczi Ferenc, Petőfi Sándor vagy Horthy Miklós. A szobrocskák legsikeresebb darabjait Nagy István tanító őrizte meg. Sajnos mára csak egy maradt meg belőlük.
A négy elemi osztály elvégzése után tanítója a marosvásárhelyi Képzőművészeti Középiskolába ajánlotta, ennek ellenére apja a baróti polgáriba íratta be. Bogdán Margit rajztanárnő, aki egyben a növény- és állattant tanította, az ő rajzait használta szemléltető anyagnak. A négy polgári elvégzése után Sepsiszentgyörgyre került az akkor szervezett fémipari iskolába, ahol kezdetben a diákok inkább inasok voltak, mint diákok. Itt elsajátította a vasesztergálás mesterségét, aminek később nagy hasznát vette. Egy napon Marosvásárhelyről tehetségkutatók érkeztek, akik képzőművészetre választották ki. A szülei azonban nem engedték.
Érettségi után a Képzőművészeti Egyetemre szeretett volna beiratkozni, de apja kijelentette, még útiköltségre sem ad egy lejt sem. Más lehetősége nem lévén a pénzkeresetre, vasesztergályosnak jelentkezett Brassóba, ahol egy évet dolgozott, aztán Köpecbányán dolgozott két évet szintén vasesztergályosként. Keresetének felét anyjának adta, a többit takarékpénztárban gyűjtötte.
1951 októberében besorozták a baróti sorozó bizottságnál. Ragaszkodott, hogy a román zászló mellett vihessék a magyar zászlót is, arra hivatkozva, hogy Gheorghiu Dej személyesen adta át a magyar nemzetiszín zászlót a Zsil-völgyében dolgozó sepsiszentgyörgyi munkásbrigádnak. A néptanács elnöke visszautasította kérelmét, ezért ő odadobta a néptanács elnökének a román zászlót, ami a földre esett. Három nap múlva a milícia házkutatást tartott. Megtalálták a forgópisztolyát, ezért leparancsolták az ágostonfalvi milíciára. Több településen való hurcolkodás után Sepsiszentgyörgyön a pisztolyért és a zászlóért egy hónap szabadságvesztésre ítélték, amit a székelyudvarhelyi fegyházban töltött le.
1953 nyarán magához vette összegyűjtött pénzét, és Kolozsváron felvételizett a Bolyai Tudományegyetem biológia-kémia karára. Az egyetem alatt el-ellátogatott a Képzőművészeti Egyetemre is, ahol olyan pártfogókat talált a magának, mint Bíró Iván Géza, Szécsi András, Kusztos Endre vagy Tirnován Vid. A kolozsvári Szent Mihály-templom restaurálásánál megismerkedett Sebestyén József heraldikussal, akitől azonnal grafikai és címerfestési lecéket kapott.
1956. október 23-án, a forradalom kitörésekor lelkesen gyülekeztek a kolozsvári diákok. Kósa Bálint nagy ívlapokra szénnel rajzolta le az 1848–49-es forradalom és szabadságharc jeles alakjait, és rakta a kommunista képek helyére, majd este a Művészeti Főiskola dísztermében gyülekeztek, és foglalták pontokba követeléseiket. Másnap megkezdődtek a letartóztatások. Dr. Csűrös István, a biológia-kémia kar dékánja hazaküldte azzal, hogy otthon csináljon valami látványos eseményt, hogy legyen alibije a szekuritáté előtt. Hazaérve Köpecre, olajfestményekből rendezett kiállítást. November 4-én jegybe lépett feleségével.
Az egyetemet 1957-ben fejezte be. Dr. Csűrös István vissza akarta tartani gyakornoknak, de ő kijelentette, hogy ő Székelyföldön akar tanítani. Kósa Bálint Székelyvéckén kezdett tanítani, ahol az iskola biológia szertárát bővítette, gipszből felnagyított magvak keresztmetszetével és számtalan vadon élő állat és madár kitömésével gazdagította, a gyerekeket gyümölcs- és szőlőoltásra tanította, a tanulókkal nyúlfarmot állítottak össze. Félév múlva kinevezték igazgatónak, aminek velejárója volt a tanerők politikai oktatása is. Több esetben nemkívánatos véleménynyilvánítása miatt a szekuritáté figyelte. 1959-ben két úriember kopogtatott be az irodájába, véleményét kérve az egyetemek egyesítéséről. Ő kijelentette, hogy az egyesítéssel vége a magyar egyetemnek. Többé nem engedték futni.
Kósa Bálintot 1959. július 9-én délután 3-kor letartóztatták. Marosvásárhelyről Bihari Imre őrnagy, Székelykeresztúrról a helyettes tiszt és egy főhadnagy jött utána. A házkutatás este kilencig tartott. Az éjjeliszekrény fiókjában egy 50 cm-es nemzetiszín szalag volt, amit szerencséjére a főhadnagy talált meg és a zsebébe rejtett. Amikor végeztek, megbilincselték és a marosvásárhelyi szekuritátéra vitték. A kihallgatás három és fél hónapig tartott. 1959. október 26-án Marosvásárhelyen a kolozsvári katonai törvényszék három évi politikai fogságra, öt évi jogfosztásra és teljes vagyonelkobzásra ítélte. Büntetésének nagyobb részét a szamosújvári börtönben töltötte, a börtön bútorüzemében dolgozott. A politikai foglyok legelőször 1961. augusztus 23-án kaptak kegyelmet. Ennek alapján október 24-én szabadlábra helyezték, 25-én ért haza Köpecre.
Az ítélet után feleségét a tanfelügyelőség felmondásra kényszerítette. 1961 februárjában nagybátyja Köpecre vitte Kósa Bálint feleségét és két kisgyermekét. Felesége a köpeci bányánál kapott állást, mint telefonkezelő, szabadulása után ő maga pedig külszíni munkásként dolgozott a bányánál.
Kósa Bálint művészetében 1968 jelentette a nagy fordulatot, amikor Sepsiszentgyörgyön a múzeum képtárában megtekintette Gy. Szabó Béla fametszetkiállítását. Ekkor határozta el, hogy belevág a fametszésbe. Első fametszetei közül néhány a sajtóban is megjelent, amire Gy. Szabó is felfigyelt. Ezzel szinte egyidőben Baróti Nagy István is bemutatott néhány metszetet a mesternek, aki szóban és írásban maga mellé parancsolta Kósát. Gy. Szabó Béla öt éven át tanította és egyengette Kósa Bálint művészi pályáját. 1985-ben kapott egy levelet az Amerikában élő Petry Béla grafikusművésztől, aki felajánlotta, hogy levelezés útján elárulna néhányat a műhelytitkaiból.
Az elmúlt évtizedek alatt rengeteg elismerést szerzett alkotásaival, metszetei szerves részévé váltak az erdélyi kulturális örökségnek.